# Joseph Denais (homme politique)
Ne doit pas être confondu avec Joseph Denais.
Joseph Denais, né le 10 août 1877 à Savenay (Loire-Inférieure) et mort le 11 février 1960 à Paris 17e (Seine), est un avocat et homme politique français.

## Biographie
Fils de Paul Marie Joseph Denais, notaire à Savenay, avocat à la Cour, et de Françoise Élisabeth Frégeac, Paul Émile Marie Joseph est le neveu de son homonyme Joseph Denais. Joseph Denais fait sa scolarité chez les Frères des écoles chrétiennes puis à l'externat de la rue de Madrid, avant de suivre ses études à l'Institut catholique de Paris et à la Sorbonne. Licence ès-lettres et en droit, il est reçu au barreau de Paris et devient secrétaire de Jules Auffray.
Membre de la Ligue de la Patrie française en 1898, il adhère à l'Action libérale populaire en 1902. 
Codirecteur de La Libre Parole de 1910 à 1924, il croit en l'existence d'un « complot judéo-maçonnique contre la France ».

Il est conseiller municipal de Paris depuis 1908, député de la Seine de 1911 à 1919 pour l'ALP, de 1928 à 1940 pour la Fédération républicaine et de 1944 à 1956 pour le Parti républicain de la liberté, et président de la commission de surveillance de la Caisse des dépôts et consignations de 1945 à 1956.

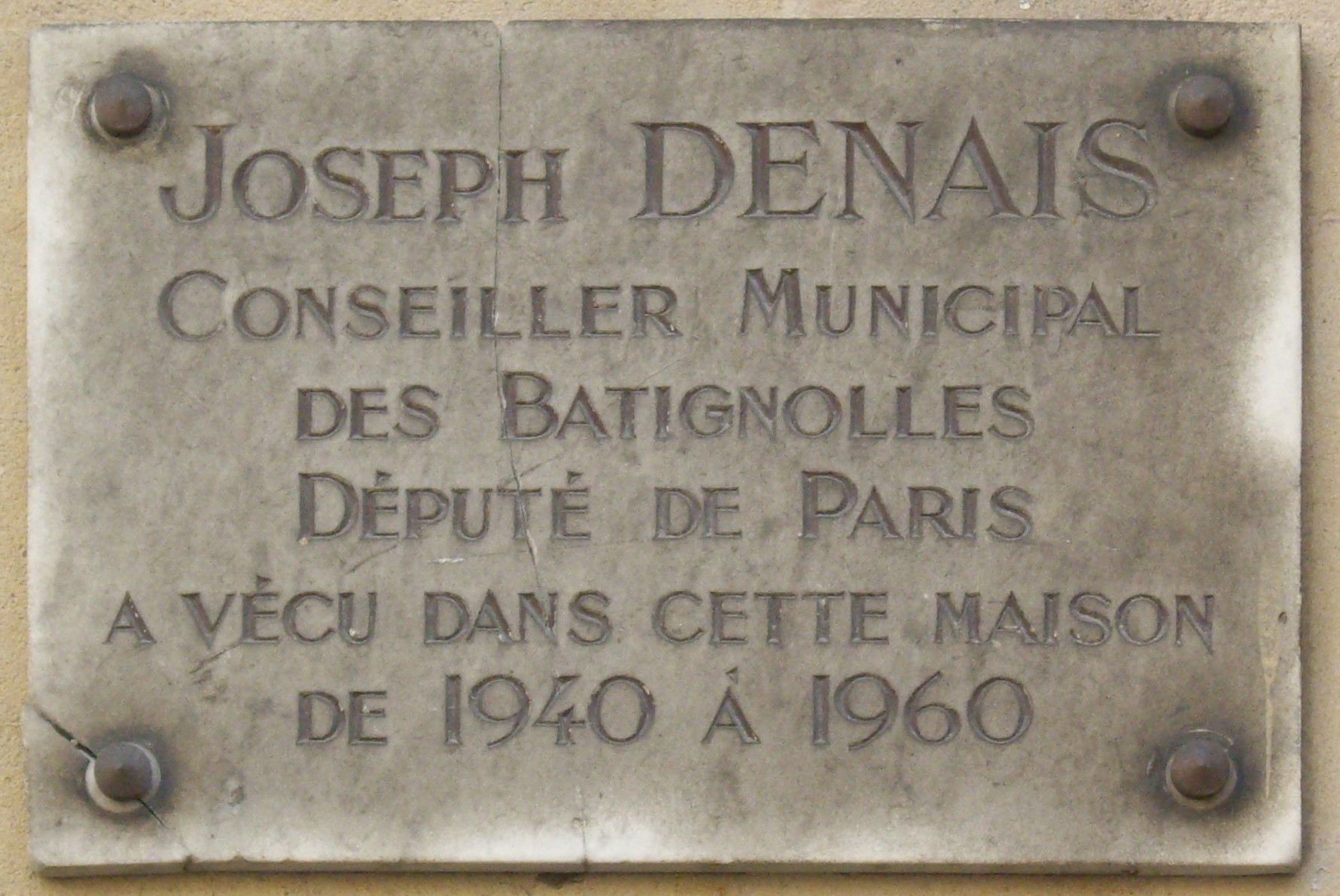
Plaque 22 ter rue Legendre (Paris), où il vécut.

Hostile au dirigisme et à l'étatisme, il est proche de l'Union des intérêts économiques des frères Billiet dans l'entre-deux-guerres et devient un collaborateur régulier du périodique de cette association patronale et libérale, Le Réveil économique, sous l'Occupation et jusqu'à son décès en 1960.

## Œuvres
- Un apôtre de la liberté, Jacques Piou 1958